# فنجاني ملتصق
فنجاني ملتصق (الاسم العلمي: Peziza adhaerens) هو نوع من الفطريات يتبع جنس الفنجاني من فصيلة الفنجانية.